# 布法洛格羅夫 (伊利諾伊州)
布法洛格羅夫（英語：Buffalo Grove）是位於美國伊利諾伊州庫克縣和萊克縣的一個村落。

## 地理
布法洛格羅夫的座標為42°09′59″N 87°57′48″W / 42.16639°N 87.96333°W，而該地最高點為海拔高度208米（即682英尺）。

## 人口
根據2010年美國人口普查的數據，布法洛格羅夫的面積為24.61平方千米，當中陸地面積為24.55平方千米，而水域面積為0.06平方千米。當地共有人口41496人，而人口密度為每平方千米1,686人。